# Against All Odds 2012
Against All Odds 2012 è stata l'ottava edizione del pay-per-view prodotto dalla Total Nonstop Action Wrestling (TNA). L'evento si è svolto il 12 febbraio 2012 nella IMPACT! Zone di Orlando, Florida.

## Risultati
Nel primo match si è verificato un infortunio a Jesse Sorensen quando Zema Ion (durante l'esecuzione di un moonsault) lo ha colpito sulla testa causandogli una frattura di una vertebra cervicale che in seguito genererà un edema spinale. Sorensen è rimasto lontano dal ring per più di 18 mesi ed alla fine, il 23 luglio 2013, è uscito dalla TNA..
| # | Risultati                                                            | Stipulazioni | Durata |
| - | -------------------------------------------------------------------- | --- | ------ |
| 1 | Zema Ion ha sconfitto Jesse Sorensen per countout                    | Single match per determinare il #1 contender al titolo TNA X Division Championship                               | 04:35  |
| 2 | Robbie E (c) (con Robbie T) ha sconfitto Shannon Moore               | Single match per il titolo TNA Television Championship                                                           | 09:31  |
| 3 | Gail Kim (c) ha sconfitto Tara                                       | Single match per il titolo TNA Knockout's Championship                                                           | 06:46  |
| 4 | Samoa Joe e Maguns hanno sconfitto Matt Morgan e Crimson (c)         | Tag team match per il titolo TNA World Tag Team Championship                                                     | 09:59  |
| 5 | Austin Aries (c) ha sconfitto Alex Shelley per sottomissione         | Single match per il titolo TNA X Division Championship                                                           | 14:25  |
| 6 | Kazarian (con Christopher Daniels) ha sconfitto A.J. Styles          | Single match | 18:17  |
| 7 | Gunner (con Eric Bischoff) ha sconfitto Garett Bischoff e Hulk Hogan | Single match | 12:50  |
| 8 | Bobby Roode (c) ha sconfitto Bully Ray, James Storm e Jeff Hardy     | Four-way match per il titolo TNA World Heavyweight Championship con Sting come "special guest ringside enforcer" | 15:12  |
|   |                                                                      | (c) = campione in carica al momento dell'inizio del match                                                        |        |